# 올림픽 독일 선수단
올림픽 독일 선수단은 독일을 대표하여 올림픽에 참가하는 선수단이다. 제1회 근대 올림픽 대회인 1896년 하계 올림픽부터 참가하기 시작하였다. 독일은 1936년 하계와 동계 그리고 1972년 하계 올림픽을 개최하였다. 또한 1916년 하계 올림픽과 1940년 동계 올림픽의 개최지로도 선정되었으나 각각 제1차 세계 대전과 제2차 세계 대전으로 인해 무산되었다. 이후 세계대전의 책임을 물어 1920년, 1924년, 1948년 동하계 올림픽의 참가가 금지되었다.
1945년 독일 분단 이후 동독과 서독으로 나뉜 독일은 참가가 재개된 1956년 하계 올림픽부터 1964년 하계 올림픽까지 '독일 연합 선수단'이란 이름의 단일팀으로 참가하였으나, 그 이후로는 냉전의 기류에 따라 동독 선수단과 서독 선수단으로 각각 참가하였다. 1980년 모스크바 올림픽에서는 서독 선수단이 소련–아프가니스탄 전쟁을 이유로 촉발된 미국의 올림픽 보이콧 운동을 따라 불참하였으며, 그 다음 대회인 1984년 로스앤젤레스 올림픽에서는 반대로 소련 주도의 보이콧 운동에 따라 동독 선수단이 불참하였다.
두 국가는 1988년 서울 올림픽에서 다시 한번 동시에 참가하였으며, 1990년 동서독 통일로 하나가 된 이후 1992년 바르셀로나 올림픽부터 단일 선수단으로 되돌아왔다. 오늘날 국제올림픽위원회 (IOC)는 역대 독일 선수단에 대해 네 가지 IOC 코드를 부여하고 있다.

## 대회 참가 역사

### 역대 참가 이력
독일 제국 시절이던 1896년 하계 올림픽부터 '독일' (GER)이란 국명을 내세워 참가하였으나 제1차 세계 대전 이후 1924년~1928년 대회에는 전쟁의 책임을 물어 참가가 금지되었다. 이는 제2차 세계 대전 직후 대회였던 1948년 하계 올림픽에서도 재현되었다.
1947년 연합국에 의해 독일의 기존 국가 올림픽 위원회 (NOC)가 해체되자 1950년 국제올림픽위원회는 서독에 본부를 둔 독일 국가 올림픽 위원회를 동서독 공통 올림픽 위원회로 정식 승인하였다. 그러나 이에 앞서 냉전 시대에 접어들던 1949년 10월 독일 동부에 독일민주공화국이 건국되고 1951년에는 동독만의 국가 올림픽 위원회가 별도로 출범하였다.
국제올림픽위원회는 한동안 동독 올림픽 위원회를 승인하지 않았으며 1952년 하계 올림픽에서는 서독 단독으로 '독일' 국명을 내세워 참가하였다. 이후 동독 선수들이 서독의 NOC가 조직하는 선수단에 합류하여 출전하라는 방침을 내세우면서 독일 연합 선수단이 탄생하였다. 독일 연합 선수단은 1956년부터 1964년 대회까지 독일 (GER) 유일 대표로 참가하였으나, 1965년 국제올림픽위원회 측에서 공동 선수단 방침을 철회하고 동독 지역 NOC를 승인함에 따라 1968년부터 동서독이 각자의 선수단으로 개별 출전하게 되었다.
기존의 GER 코드는 서독이 유지하고 있었으나 1980년 FRG로 변경되었으며, 동독은 GDR이란 코드를 개별적으로 부여받았다. 1990년 동서독 통일로 국가가 소멸되어 기존의 서독, 즉 '독일연방공화국'만이 남게 되었다. 이에 따라 1992년 알베르빌 동계올림픽부터 독일은 하나의 선수단으로 다시 한번 올림픽 무대에 나섰으며 IOC 코드는 GER로 되돌아갔다.
한편 1950년대 초 프랑스가 점령하던 자르 보호령도 자체 국가 올림픽 위원회내세워 1952년 하계 올림픽에서 자르 선수단이란 이름으로 참가하였다. 그러나 그 다음 대회인 1956년 하계 올림픽부터는 독일 연합 선수단으로 편입되어 출전하게 되었으며, 이듬해 1957년에는 자르 보호령이 서독에 반환되면서 역사 속으로 사라졌다.
| 연도      | 선수단          | 선수단          | 선수단          |
| --------- | --------------- | --------------- | --------------- |
| 1896–1912 | 독일 (GER)      | 독일 (GER)      | 독일 (GER)      |
| 1920–1924 | 참가 불허       | 참가 불허       | 참가 불허       |
| 1928–1936 | 독일 (GER)      | 독일 (GER)      | 독일 (GER)      |
| 1948      | 참가 불허       | 참가 불허       | 참가 불허       |
| 1952      | 자르 (SAA)      | 독일 (GER)      |                 |
| 1956–1964 | 독일 연합 (EUA) | 독일 연합 (EUA) | 독일 연합 (EUA) |
| 1968–1988 | 서독 (FRG)      | 서독 (FRG)      | 동독 (GDR)      |
| 1992–     | 독일 (GER)      | 독일 (GER)      | 독일 (GER)      |

| 대회                  | 선수                           | 금메달 | 은메달 | 동메달 | 총합 | 순위 |
| --------------------- | ------------------------------ | ------ | ------ | ------ | ---- | ---- |
| 1896년 아테네         | 19                             | 6      | 5      | 2      | 13   | 3    |
| 1900년 파리           | 78                             | 4      | 3      | 2      | 9    | 7    |
| 1904년 세인트루이스   | 18                             | 4      | 5      | 6      | 15   | 2    |
| 1908년 런던           | 81                             | 3      | 5      | 5      | 13   | 5    |
| 1912년 스톡홀름       | 185                            | 5      | 13     | 7      | 25   | 6    |
| 1920년 안트베르펜     | 불참                           |        |        |        |      |      |
| 1924년 파리           | 불참                           |        |        |        |      |      |
| 1928년 암스테르담     | 296                            | 10     | 7      | 14     | 31   | 2    |
| 1932년 로스앤젤레스   | 143                            | 3      | 12     | 5      | 20   | 9    |
| 1936년 베를린         | 433                            | 33     | 26     | 30     | 89   | 1    |
| 1948년 런던           | 불참                           | 불참   | 불참   | 불참   | 불참 | 불참 |
| 1952년 헬싱키         | 205                            | 0      | 7      | 17     | 24   | 28   |
| 1956년 멜버른         | 독일 연합 (EUA)로 참가         |        |        |        |      |      |
| 1960년 로마           | 독일 연합 (EUA)로 참가         |        |        |        |      |      |
| 1964년 도쿄           | 독일 연합 (EUA)로 참가         |        |        |        |      |      |
| 1968년 멕시코시티     | 서독 (FRG) / 동독 (GDR)로 참가 |        |        |        |      |      |
| 1972년 뮌헨           | 서독 (FRG) / 동독 (GDR)로 참가 |        |        |        |      |      |
| 1976년 몬트리올       | 서독 (FRG) / 동독 (GDR)로 참가 |        |        |        |      |      |
| 1980년 모스크바       | 서독 (FRG) / 동독 (GDR)로 참가 |        |        |        |      |      |
| 1984년 로스앤젤레스   | 서독 (FRG) / 동독 (GDR)로 참가 |        |        |        |      |      |
| 1988년 서울           | 서독 (FRG) / 동독 (GDR)로 참가 |        |        |        |      |      |
| 1992년 바르셀로나     | 463                            | 33     | 21     | 28     | 82   | 3    |
| 1996년 애틀랜타       | 465                            | 20     | 18     | 27     | 65   | 3    |
| 2000년 시드니         | 422                            | 13     | 17     | 26     | 56   | 5    |
| 2004년 아테네         | 441                            | 13     | 16     | 20     | 49   | 6    |
| 2008년 베이징         | 463                            | 16     | 11     | 14     | 41   | 5    |
| 2012년 런던           | 392                            | 11     | 20     | 13     | 44   | 6    |
| 2016년 리우데자네이루 | 425                            | 17     | 10     | 15     | 42   | 5    |
| 2020년 도쿄           | 425                            | 10     | 11     | 16     | 37   | 9    |
| 2024년 파리           | 개최 예정                      |        |        |        |      |      |
| 2028년 로스앤젤레스   | 개최 예정                      |        |        |        |      |      |
| 2032년 브리즈번       | 개최 예정                      |        |        |        |      |      |
| 총합                  | 총합                           | 201    | 207    | 247    | 655  | 7    |

| 대회                         | 선수                           | 금메달    | 은메달    | 동메달    | 총합      | 순위      |
| ---------------------------- | ------------------------------ | --------- | --------- | --------- | --------- | --------- |
| 1924년 샤모니                | 불참                           | 불참      | 불참      | 불참      | 불참      | 불참      |
| 1928년 장크트모리츠          | 44                             | 0         | 0         | 1         | 1         | 8         |
| 1932년 레이크플래시드        | 20                             | 0         | 0         | 2         | 2         | 9         |
| 1936년 가르미슈파르텐키르헨  | 55                             | 3         | 3         | 0         | 6         | 2         |
| 1948년 장크트모리츠          | 불참                           | 불참      | 불참      | 불참      | 불참      | 불참      |
| 1952년 오슬로                | 53                             | 3         | 2         | 2         | 7         | 4         |
| 1956년 코르티나담페초        | 독일 연합 (EUA)로 참가         |           |           |           |           |           |
| 1960년 스쿼밸리              | 독일 연합 (EUA)로 참가         |           |           |           |           |           |
| 1964년 인스부르크            | 독일 연합 (EUA)로 참가         |           |           |           |           |           |
| 1968년 그르노블              | 서독 (FRG) / 동독 (GDR)로 참가 |           |           |           |           |           |
| 1972년 삿포로                | 서독 (FRG) / 동독 (GDR)로 참가 |           |           |           |           |           |
| 1976년 인스부르크            | 서독 (FRG) / 동독 (GDR)로 참가 |           |           |           |           |           |
| 1980년 레이크플래시드        | 서독 (FRG) / 동독 (GDR)로 참가 |           |           |           |           |           |
| 1984년 사라예보              | 서독 (FRG) / 동독 (GDR)로 참가 |           |           |           |           |           |
| 1988년 캘거리                | 서독 (FRG) / 동독 (GDR)로 참가 |           |           |           |           |           |
| 1992년 알베르빌              | 111                            | 10        | 10        | 6         | 26        | 1         |
| 1994년 릴레함메르            | 112                            | 9         | 7         | 8         | 24        | 3         |
| 1998년 나가노                | 125                            | 12        | 9         | 8         | 29        | 1         |
| 2002년 솔트레이크시티        | 157                            | 12        | 16        | 8         | 36        | 2         |
| 2006년 토리노                | 162                            | 11        | 12        | 6         | 29        | 1         |
| 2010년 밴쿠버                | 152                            | 10        | 13        | 7         | 30        | 2         |
| 2014년 소치                  | 153                            | 8         | 6         | 5         | 19        | 6         |
| 2018년 평창                  | 153                            | 14        | 10        | 7         | 31        | 2         |
| 2022년 베이징                | 149                            | 12        | 10        | 5         | 27        | 2         |
| 2026년 밀라노-코르티나담페초 | 개최 예정                      | 개최 예정 | 개최 예정 | 개최 예정 | 개최 예정 | 개최 예정 |
| 총합                         | 총합                           | 104       | 98        | 65        | 267       | 3         |

| 종목         | 금  | 은  | 동  | 합계 |
| ------------ | --- | --- | --- | ---- |
| 카누         | 34  | 19  | 24  | 77   |
| 승마         | 28  | 14  | 14  | 56   |
| 조정         | 23  | 16  | 14  | 53   |
| 육상         | 19  | 28  | 36  | 83   |
| 사이클       | 15  | 16  | 16  | 47   |
| 체조         | 14  | 12  | 14  | 40   |
| 수영         | 13  | 18  | 30  | 61   |
| 사격         | 10  | 9   | 5   | 24   |
| 역도         | 6   | 7   | 9   | 22   |
| 레슬링       | 5   | 13  | 11  | 29   |
| 펜싱         | 5   | 7   | 9   | 21   |
| 복싱         | 4   | 9   | 10  | 23   |
| 하키         | 4   | 2   | 4   | 10   |
| 테니스       | 3   | 6   | 2   | 11   |
| 요트         | 3   | 5   | 7   | 15   |
| 유도         | 3   | 3   | 15  | 21   |
| 다이빙       | 2   | 8   | 12  | 22   |
| 근대5종      | 2   | 0   | 1   | 3    |
| 비치발리볼   | 2   | 0   | 1   | 3    |
| 수구         | 1   | 2   | 0   | 3    |
| 축구         | 1   | 1   | 3   | 5    |
| 핸드볼       | 1   | 1   | 1   | 3    |
| 마라톤 수영  | 1   | 1   | 1   | 3    |
| 트라이애슬론 | 1   | 1   | 0   | 2    |
| 탁구         | 0   | 4   | 5   | 9    |
| 양궁         | 0   | 2   | 2   | 4    |
| 태권도       | 0   | 1   | 1   | 2    |
| 럭비         | 0   | 1   | 0   | 1    |
| 합계 (28개)  | 200 | 206 | 247 | 653  |

| 종목           | 금  | 은 | 동 | 합계 |
| -------------- | --- | -- | -- | ---- |
| 루지           | 22  | 12 | 9  | 43   |
| 바이애슬론     | 20  | 21 | 13 | 54   |
| 봅슬레이       | 16  | 9  | 7  | 32   |
| 스피드스케이팅 | 13  | 15 | 10 | 38   |
| 알파인스키     | 12  | 8  | 7  | 27   |
| 스키점프       | 6   | 7  | 3  | 16   |
| 노르딕복합     | 6   | 6  | 4  | 16   |
| 피겨스케이팅   | 4   | 2  | 3  | 9    |
| 크로스컨트리   | 3   | 10 | 4  | 17   |
| 스켈레톤       | 2   | 3  | 1  | 6    |
| 스노보드       | 1   | 4  | 2  | 7    |
| 프리스타일     | 0   | 1  | 1  | 2    |
| 아이스하키     | 0   | 1  | 1  | 2    |
| 합계 (13개)    | 105 | 99 | 65 | 269  |

## 총 메달 획득 현황
| 선수단 (IOC 코드) | 하계 | 금메달 | 은메달 | 동메달 | 합계 | 동계 | 금메달 | 은메달 | 동메달 | 합계 | 총 | 금메달 | 은메달 | 동메달 | 합계 |
| 독일 (GER)        | 14   | 163    | 163    | 203    | 529  | 10   | 70     | 72     | 48     | 190  | 24 | 233    | 235    | 251    | 719  |
| 동독              | 5    | 153    | 129    | 127    | 409  | 6    | 39     | 36     | 35     | 110  | 11 | 192    | 165    | 162    | 519  |
| 서독              | 5    | 56     | 67     | 81     | 204  | 6    | 11     | 15     | 13     | 39   | 11 | 67     | 82     | 94     | 243  |
| 독일 연합(EUA)    | 3    | 28     | 54     | 36     | 118  | 3    | 8      | 6      | 5      | 19   | 6  | 36     | 60     | 41     | 137  |

## 유치 대회
독일 (GER)은 다음과 같은 올림픽 대회를 유치하였다. 1972년 뮌헨 올림픽은 서독 시절에 열린 대회로 여기서는 기재하지 않는다. 올림픽 서독 선수단 문서 참고.
| 대회               | 유치도시             | 기간             | 참가국 | 참가선수 | 종목수  |
| ------------------ | -------------------- | ---------------- | ------ | -------- | ------- |
| 1936년 동계 올림픽 | 가르미슈파르텐키르헨 | 2월 6일~2월 16일 | 28개국 | 646명    | 17종목  |
| 1936년 하계 올림픽 | 베를린               | 8월 1일~8월 6일  | 49개국 | 3,963명  | 129종목 |

### 유치 실패
다음은 독일이 유치하고자 하였으나 실패로 돌아간 대회의 목록이다.
| 대회               | 유치 희망 도시 | 최종 유치 도시        |
| ------------------ | -------------- | --------------------- |
| 1908년 하계 올림픽 | 베를린         | 영국 런던             |
| 2000년 하계 올림픽 | 베를린         | 오스트레일리아 시드니 |
| 2012년 하계 올림픽 | 라이프치히     | 영국 런던             |
| 2018년 동계 올림픽 | 뮌헨           | 대한민국 평창         |
| 2024년 하계 올림픽 | 함부르크       | 프랑스 파리           |

## 같이 보기
- 분류:독일의 올림픽 참가 선수

### 참고
1. ↑  최종 후보도시에는 들지 못했다.